# Symphonie no 3 de Schnittke
Pour les articles homonymes, voir Symphonie no 3.
La symphonie no 3 est une symphonie écrite par le compositeur russe Alfred Schnittke en 1981. Elle a été créée le 5 novembre 1981 par l'Orchestre du Gewandhaus de Leipzig dirigé par Kurt Masur en présence du compositeur.

## Structure
La symphonie est constituée de quatre mouvements :
1. Moderato
2. Allegro
3. un long mouvement : Allego pesante
4. un final assez court : Adagio

La durée de la symphonie est d'environ 50 minutes.
En intensité, elle se rapproche  à la Première Symphonie, avec la différence que la composition a une forme plus traditionnelle, et ne contient pas de citations directes. L'influence de nombreux compositeurs plane sur la pièce (Richard Taruskin a qualifié l'ouverture de l'œuvre de « prélude du Rheingold de Wagner, découpé en morceaux et encore en morceaux »). Cette influence n'est pas réellement présente par le style de chacun d'eux mais dans l'usage répété par Alfred Schnittke des motifs musicaux transcrivant les initiales de ces compositeurs. Il s'agit notamment de Bach, Haendel, Mozart, Schönberg, Stockhausen et Henze. De plus, Alfred Schnittke utilise également ces noms en les transposant. Dans le troisième mouvement, le mot « das BÖSE » (« le Mal ») apparaît dans une série de huit notes : D, A, Es-Dur, As-Dur, B-Dur, E, Es-Dur, E, soit encore : ré, la, mi bémol majeur, la bémol majeur, si bémol majeur, mi majeur, mi bémol, mi majeur. Le monogramme BACH domine le mouvement final.

## Enregistrements
Elle a été enregistrée en 1984 par Guennadi Rojdestvenski à la tête de l'Orchestre symphonique de la Chapelle de l'État russe. Un autre enregistrement a été fait par l'Orchestre philharmonique royal de Stockholm avec comme chef Eri Klas.